# Giulio Douhet

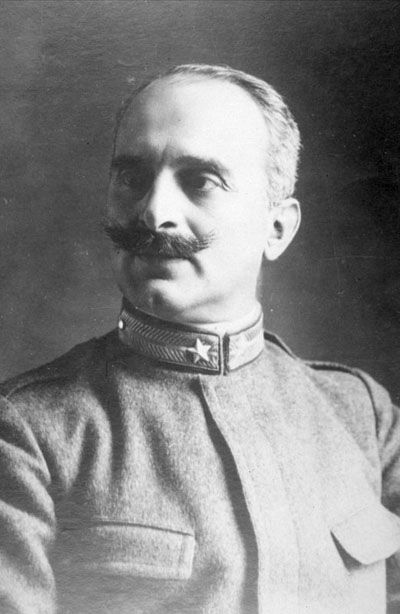
Giulio Douhet, Italiaans luchtmacht theoreticus

Generaal Giulio Douhet (Caserta, 30 mei 1869 - Roma, 15 februari 1930) uit Italië wordt beschouwd als de eerste militaire theoreticus van de oorlogvoering in de lucht (Engels: air power), wat hem op een lijn zet met Carl von Clausewitz (land) en Alfred Thayer Mahan (zee).
Hoewel hij werd opgeleid tot artilleriesoldaat en ook als zodanig in het leger diende, was zijn naam onlosmakelijk verbonden met de luchtvaart. Al in 1909, toen hij in het leger officier was, toonde hij interesse in de luchtvaart. Als plichtsgetrouwe militair wilde hij alles weten over oorlogvoering en de factoren die van invloed zijn op het verloop van een oorlog. Douhet volgde nauwgezet alle technische vernieuwingen die voor het Italiaanse leger nuttig zouden kunnen zijn. Hij was altijd een van de eersten die de voordelen van bepaalde mechanische toepassingen zag. Toen het vliegtuig al in een vroeg stadium van zijn ontwikkeling mogelijkheden leek te bieden voor militair gebruik, toonde Douhet zich een enthousiast en toegewijd voorstander. Hij schreef in die dagen: 'Het landleger en de marine moeten het vliegtuig niet beschouwen als een onder bepaalde omstandigheden nuttig hulpmiddel, maar veel meer als een derde tak van het leger, die niet minder belangrijk is dan de andere twee.' Een jaar later werkte hij een artikel uit over de rol van de militaire luchtvaart, en legde daarbij de nadruk op de noodzaak van een onafhankelijke luchtmacht. Maar het kwam hem op een berisping te staan! Bij iedere gelegenheid droeg hij zijn standpunten op krachtige wijze uit, en bleef hij sterk de nadruk leggen op de rol van de luchtmacht. Uiteindelijk had dat tot gevolg hij van 1912 tot 1915 het bevel kreeg over een bataljon vliegeniers, de eerste Italiaanse luchtmachteenheid.
Douhet gaf een handleiding uit, getiteld Regels voor het gebruik van het vliegtuig bij de oorlogvoering. Het werd een van de belangrijkste handleidingen van de luchtmacht. Het was ook voornamelijk aan zijn inspanningen te danken dat een door Caproni ontworpen driemotorige bommenwerper gebruiksklaar was toen Italië zich bij de oorlogvoerende landen aansloot. In 1915 stelde hij voor om 500 van deze bommenwerpers te laten bouwen om Oostenrijk aan te vallen. Maar het voorstel werd slechts afgedaan als een modeverschijnsel en niet eens in overweging genomen! Douhet kreeg te horen dat het project niet realistisch was, en misschien in de verre toekomst tot de mogelijkheden behoorde.
Veel minder tolerant was men ten opzichte van Douhets kritiek op de manier waarop militaire acties door het Italiaanse opperbevel werden aangepakt. Zijn adviezen werden in hoge mate schadelijk bevonden en na een proces werd Douhet voor een jaar in de gevangenis gezet. In 1917 kwam hij vrij. Uiteindelijk werd hij gerehabiliteerd toen de Duitsers het Italiaanse leger in de slag van Caporet hadden verslagen. Douhets voorspellingen werden erkend, en de militaire bevelhebbers dachten na over zijn adviezen over de manier van oorlogvoeren.
In 1918 werd Douhet op het Hoofdkwartier van de luchtmacht geplaatst, maar na de oorlog verliet hij het leger in de rang van luitenant-kolonel, en richtte hij zich meer op theoretische activiteiten. Hij schreef enkele boeken, in 1921 publiceerde hij Il dominio dell'aria (De overheersing van de lucht), waarin hij betoogde dat de luchtmacht revolutionair was omdat die zich bewoog in de derde dimensie. Land- en zeestrijdkrachten zouden tot de tweede rang worden gedegradeerd. Luchtoverwicht zou de overwinning in de oorlog betekenen.
Belangrijk hierbij is dat Douhet de eerste was die de term 'heerschappij van het luchtruim' definieerde. Hij omschreef dit als het heersen over de vijand in de lucht, daarbij de vijand de gelegenheid ontnemend om te heersen. Volgens Douhet was dit de hoofdtaak van de luchtmacht, omdat het voorkomen van vijandelijke luchtaanvallen op eigen gebied een eerste vereiste was. Bovendien kon je, als je het luchtruim onder controle had, je eigen troepen laten oprukken.
De sleutel tot die heerschappij was het uitvoeren van bombardementen op vijandelijke industriegebieden en communicatiemiddelen. 'Het volstaat niet om alle vogels uit de lucht te schieten als je eigenlijk de gehele vogelsoort wilt uitroeien,' schreef Douhet, 'want er blijven dan nog eieren over in het nest.' Hij bedoelde dat je niet alleen de vijandelijke vliegtuigen moest vernietigen, maar ook de vijandelijke vliegvelden, de bevoorradingsbases en productiecentra. Om dat doel te bereiken moest de luchtmacht een vooraanstaande rol kunnen spelen. Hij beweerde dat het vliegtuig al een revolutie had teweeggebracht in de oorlogvoering en dat dit wapen nu speciale aandacht verdiende.
Volgens Douhet zou bij toekomstige militaire acties de heerschappij over het luchtruim van doorslaggevend belang worden. De operaties door luchtmacht, grondtroepen en marine moesten gelijktijdig worden uitgevoerd, en door die gezamenlijke acties zou de vijand tot overgave worden gedwongen. Naar de mening van Douhet moest de luchtmacht echter absoluut de voorrang krijgen. Om een oorlog in de toekomst succesvol te laten verlopen, was een krachtige strategische luchtmacht onontbeerlijk.
Douhets adviezen zorgden in 1921 voor verhitte discussies. Een belangrijk punt was de technische ontwikkeling van het vliegtuig in die tijd. Ondanks een aantal veranderingen en aanpassingen, voldeed het vliegtuig technisch gezien aan de genoemde eisen van moderne oorlogvoering. De meeste meningsverschillen betroffen de beloftes over onmiddellijke klinkende successen van de luchtmacht. Deze beloftes stonden in schril contrast met de ervaringen uit de Eerste Wereldoorlog die nog maar net voorbij was.
De vertegenwoordigers van het opperbevel van grondstrijdkrachten en marine hadden de grootste moeite met een minder prominente rol voor deze twee takken van de krijgsmacht. Zij presenteerden de traditionele manieren van oorlogvoeren. In luchtvaartkringen werden de adviezen uiteraard wel zeer enthousiast ontvangen. Geen wonder, want Douhet eiste het opzetten van een volledig onafhankelijke luchtmacht.
Douhet was een vernieuwer in de ware zin van het woord. Zijn verbeeldingskracht reikte zeer ver en hij was zijn tijd ver vooruit. Hoewel hij leefde in een tijd dat het nog heel moeilijk te zeggen was hoe ernstig de vernietigingen zouden zijn die werden veroorzaakt door de nieuwe technische vindingen, voorspelde hij dit toch eigenlijk al. Hij gaf zelfs aan hoe zo veel mogelijk schade kon worden toegebracht, namelijk door de geconcentreerde aanval. Hij geloofde dat het doel van de luchtoorlog het vernietigen van de vijand moest zijn, met maximaal geconcentreerd effect tijdens een korte, maar geslaagde aanval. Volgens Douhet moest het enige vliegtuigtype een bewapende en gepantserde tweedekker zijn, die in staat was om zware schade aan te brengen. Een bommenwerper dus.
Douhets adviezen werden volledig erkend toen de strategische luchtmacht later een cruciale rol in de militaire tactiek ging spelen. In de Tweede Wereldoorlog bleek dit vooral uit de operaties van de Amerikaanse en Britse luchtmacht in 1944-1945, de US Air Force voerde toen vernietigende bombardementen uit, volgens de theorie van Douhet. Het vervoer van kernwapens en de mogelijkheid om ze te laten vallen werd zelfs van ongekende waarde aan het einde van de oorlog tussen de Verenigde Staten en Japan. Waarschijnlijk had ook Giulio Douhet zelf, de grootste luchtvaarttheoreticus van de twintigste eeuw, niet kunnen bevroeden dat een dergelijke massavernietiging zou plaatsvinden.
Uit waardering voor zijn bijdrage aan de ontwikkeling van de militaire tactiek, bevorderde de Italiaanse regering hem tot generaal-majoor. Behalve het belangrijke Il domino dell' aria publiceerde hij vele andere boeken. Giulio Douhet stierf op 15 februari 1930 in Rome.